# Bundesliga de 2016–17
A Bundesliga de 2016–17 foi a 54ª edição da primeira divisão do futebol alemão. Na última temporada, o Bayern de Munique sagrou-se campeão pelo quarto ano seguido.

## Regulamento
Os 18 clubes se enfrentarão em jogos de ida e volta no sistema de pontos corridos. O clube que somar o maior número de pontos será declarado campeão. Além do campeão, os 2º e 3º colocados garantirão vagas na UEFA Champions League. O 4º colocado terá que disputar a preliminar da competição europeia. Já os 5º e 6º colocados se classificarão à UEFA Europa League.
Por outro lado, os últimos dois colocados serão rebaixados à 2. Bundesliga. O 16º colocado, por sua vez, disputará playoff contra o 3º colocado da 2. Bundesliga para saber quem jogará à elite na temporada seguinte.

### Critérios de Desempate
1 - Maior saldo de gols;

2 - Maior número de gols pró;

3 - Confronto direto.

## Promovidos e Rebaixados
| Pos. | Rebaixados na Bundesliga |
| ---- | ------------------------ |
| 17º  | Stuttgart                |
| 18º  | Hannover 96              |

| Pos. | Promovidos na 2. Bundesliga |
| ---- | --------------------------- |
| 1º   | Freiburg                    |
| 2º   | RB Leipzig                  |

## Participantes
| Equipe                   | Cidade          | Estádio (mando)          | Capacidade |
| ------------------------ | --------------- | ------------------------ | ---------- |
| Augsburg                 | Augsburgo       | SGL Arena                | 30.660     |
| Bayer Leverkusen         | Leverkusen      | BayArena                 | 30.210     |
| Bayern de Munique        | Munique         | Allianz Arena            | 75.000     |
| Borussia Dortmund        | Dortmund        | Westfalenstadion         | 81.359     |
| Borussia Mönchengladbach | Mönchengladbach | Borussia-Park            | 54.010     |
| Darmstadt 98             | Darmstadt       | Stadion am Böllenfalltor | 17.000     |
| Eintracht Frankfurt      | Frankfurt       | Commerzbank-Arena        | 51.500     |
| SC Freiburg              | Friburgo        | Mage Solar Stadion       | 24.918     |
| Hamburgo SV              | Hamburgo        | Volksparkstadion         | 57.000     |
| Hertha Berlin            | Berlim          | Olympiastadion           | 74.244     |
| Hoffenheim               | Sinsheim        | Rhein-Neckar-Arena       | 30.150     |
| Ingolstadt 04            | Ingolstadt      | Audi-Sportpark           | 15.000     |
| Köln                     | Colônia         | RheinEnergieStadion      | 50.000     |
| Mainz 05                 | Mogúncia        | Coface Arena             | 34.000     |
| RB Leipzig               | Leipzig         | Red Bull Arena           | 44.345     |
| Schalke 04               | Gelsenkirchen   | Veltins-Arena            | 61.973     |
| Werder Bremen            | Bremen          | Weserstadion             | 42.100     |
| Wolfsburg                | Wolfsburg       | Volkswagen Arena         | 30.000     |

## Classificação
Atualizado em 20 de maio de 2017
| Pos | Equipes                  | Pts | J  | V  | E  | D  | GM | GS | SG  | Classificação ou rebaixamento                          |
| --- | ------------------------ | --- | -- | -- | -- | -- | -- | -- | --- | ------------------------------------------------------ |
| 1   | Bayern de Munique        | 82  | 34 | 25 | 7  | 2  | 89 | 22 | +67 | Fase de Grupos da Liga dos Campeões da UEFA de 2017–18 |
| 2   | RB Leipzig               | 67  | 34 | 20 | 7  | 7  | 66 | 39 | +27 | Fase de Grupos da Liga dos Campeões da UEFA de 2017–18 |
| 3   | Borussia Dortmund        | 64  | 34 | 18 | 10 | 6  | 72 | 40 | +32 | Fase de Grupos da Liga dos Campeões da UEFA de 2017–18 |
| 4   | Hoffenheim               | 62  | 34 | 16 | 14 | 4  | 64 | 37 | +27 | Play-offs da Liga dos Campeões da UEFA de 2017–18      |
| 5   | Köln                     | 49  | 34 | 12 | 13 | 9  | 51 | 42 | +9  | Fase de Grupos da Liga Europa da UEFA de 2017–18       |
| 6   | Hertha Berlim            | 49  | 34 | 15 | 4  | 15 | 43 | 47 | –4  | Fase de Grupos da Liga Europa da UEFA de 2017–18       |
| 7   | Freiburg                 | 48  | 34 | 14 | 6  | 14 | 42 | 60 | –19 | Play-offs da Liga Europa da UEFA de 2017–18[a]         |
| 8   | Werder Bremen            | 45  | 34 | 13 | 6  | 15 | 61 | 64 | –3  |                                                        |
| 9   | Borussia Mönchengladbach | 45  | 34 | 12 | 9  | 13 | 45 | 49 | –4  |                                                        |
| 10  | Schalke 04               | 43  | 34 | 11 | 10 | 13 | 45 | 40 | +5  |                                                        |
| 11  | Eintracht Frankfurt      | 42  | 34 | 11 | 9  | 14 | 36 | 43 | –7  |                                                        |
| 12  | Bayer Leverkusen         | 41  | 34 | 11 | 8  | 15 | 53 | 55 | –2  |                                                        |
| 13  | Augsburg                 | 38  | 34 | 9  | 11 | 14 | 35 | 51 | –16 |                                                        |
| 14  | Hamburgo                 | 38  | 34 | 10 | 8  | 16 | 33 | 61 | –28 |                                                        |
| 15  | Mainz 05                 | 37  | 34 | 11 | 7  | 16 | 46 | 53 | –7  |                                                        |
| 16  | Wolfsburg                | 37  | 34 | 10 | 7  | 17 | 34 | 52 | –18 | Play-off do Rebaixamento                               |
| 17  | Ingolstadt               | 32  | 34 | 8  | 8  | 18 | 36 | 57 | –21 | Zona de rebaixamento à 2. Bundesliga                   |
| 18  | Darmstadt 98             | 25  | 34 | 7  | 4  | 23 | 28 | 63 | –35 | Zona de rebaixamento à 2. Bundesliga                   |

- a ^  Como o campeão da Copa da Alemanha de Futebol de 2016–17 (Borussia Dortmund) está classificado para a Liga dos Campeões da UEFA de 2017–18, o lugar que o torneio concede na Liga Europa da UEFA de 2017–18 vai para o 7º lugar.

### Play-off do Rebaixamento

#### Jogo de Ida
| 25 de maio de 2017 | Wolfsburg       | 1 – 0     | Eintracht Braunschweig | Volkswagen Arena, Wolfsburg               |
| 20:30 (UTC+2)      | Gómez 35' (pen) | Relatório |                        | Público: 29 100 Árbitro: Sascha Stegemann |

#### Jogo de Volta
| 29 de maio de 2017 | Eintracht Braunschweig | 0 – 1     | Wolfsburg     | Eintracht-Stadion, Brunsvique           |
| 20:30 (UTC+2)      |                        | Relatório | 49' Vieirinha | Público: 23 000 Árbitro: Tobias Stieler |

O Wolfsburg venceu por 2 a 0 no agregado e permanecerá na Bundesliga em 2017–18

## Confrontos
|                          | AUG | LEV | BAY | BVB | BMG | DAR | EIN | FRB | HSV | HER | HOF | ING | KÖL | MAI | LEI | SCH | WER | WOL |
| ------------------------ | --- | --- | --- | --- | --- | --- | --- | --- | --- | --- | --- | --- | --- | --- | --- | --- | --- | --- |
| Augsburg                 | —   | 1–3 | 1–3 | 1–1 | 1–0 | 1–0 | 1–1 | 1–1 | 4–0 | 0–0 | 0–2 | 2–3 | 2–1 | 1–3 | 2–2 | 1–1 | 3–2 | 0–2 |
| Bayer Leverkusen         | 0–0 | —   | 0–0 | 2–0 | 2–3 | 3–2 | 3–0 | 1–1 | 3–1 | 3–1 | 0–3 | 1–2 | 2–2 | 0–2 | 2–3 | 1–4 | 1–1 | 3–3 |
| Bayern de Munique        | 6–0 | 2–1 | —   | 4–1 | 2–0 | 1–0 | 3–0 | 4–1 | 8–0 | 3–0 | 1–1 | 3–1 | 1–1 | 2–2 | 3–0 | 1–1 | 6–0 | 5–0 |
| Borussia Dortmund        | 1–1 | 6–2 | 1–0 | —   | 4–1 | 6–0 | 3–1 | 3–1 | 3–0 | 1–1 | 2–1 | 1–0 | 0–0 | 2–1 | 1–0 | 0–0 | 4–3 | 3–0 |
| Borussia Mönchengladbach | 1–1 | 2–1 | 0–1 | 2–3 | —   | 2–2 | 0–0 | 3–0 | 0–0 | 1–0 | 1–1 | 2–0 | 1–2 | 1–0 | 1–2 | 4–2 | 4–1 | 1–2 |
| Darmstadt 98             | 1–2 | 0–2 | 0–1 | 2–1 | 0–0 | —   | 1–0 | 3–0 | 0–2 | 0–2 | 1–1 | 0–1 | 1–6 | 2–1 | 0–2 | 2–1 | 2–2 | 3–1 |
| Eintracht Frankfurt      | 3–1 | 2–1 | 2–2 | 2–1 | 0–0 | 2–0 | —   | 1–2 | 0–0 | 3–3 | 0–0 | 0–2 | 1–0 | 3–0 | 2–2 | 1–0 | 2–2 | 0–2 |
| Freiburg                 | 2–1 | 2–1 | 1–2 | 0–3 | 3–1 | 1–0 | 1–0 | —   | 1–0 | 2–1 | 1–1 | 1–1 | 2–1 | 1–0 | 1–4 | 2–0 | 2–5 | 0–3 |
| Hamburgo                 | 1–0 | 1–0 | 0–1 | 2–5 | 2–1 | 2–1 | 0–3 | 2–2 | —   | 1–0 | 2–1 | 1–1 | 2–1 | 0–0 | 0–4 | 2–1 | 2–2 | 2–1 |
| Hertha Berlin            | 2–0 | 2–6 | 1–1 | 2–1 | 3–0 | 1–2 | 2–0 | 2–1 | 2–0 | —   | 1–3 | 1–0 | 2–1 | 2–1 | 1–4 | 2–0 | 0–1 | 1–0 |
| Hoffenheim               | 0–0 | 1–0 | 1–0 | 2–2 | 5–3 | 2–0 | 2–1 | 2–2 | 1–0 | 5–2 | —   | 1–0 | 4–0 | 4–0 | 2–2 | 2–1 | 1–1 | 0–0 |
| Ingolstadt               | 0–2 | 1–1 | 0–2 | 3–3 | 0–2 | 3–2 | 0–2 | 1–2 | 3–1 | 0–2 | 1–2 | —   | 2–2 | 2–1 | 1–0 | 1–1 | 2–4 | 1–1 |
| Köln                     | 0–0 | 1–1 | 0–3 | 1–1 | 2–3 | 2–0 | 1–0 | 3–0 | 3–0 | 4–2 | 1–1 | 2–1 | —   | 2–0 | 1–1 | 1–1 | 4–3 | 1–0 |
| Mainz 05                 | 2–0 | 2–3 | 1–3 | 1–1 | 1–2 | 2–1 | 4–2 | 4–2 | 3–1 | 1–0 | 4–4 | 2–0 | 0–0 | —   | 2–3 | 0–1 | 0–2 | 1–1 |
| RB Leipzig               | 2–1 | 1–0 | 4–5 | 1–0 | 1–1 | 4–0 | 3–0 | 4–0 | 0–3 | 2–0 | 2–1 | 0–0 | 3–1 | 3–1 | —   | 2–1 | 3–1 | 0–1 |
| Schalke 04               | 3–0 | 0–1 | 0–2 | 1–1 | 4–0 | 3–1 | 0–1 | 1–1 | 1–1 | 2–0 | 1–1 | 1–0 | 1–3 | 3–0 | 1–1 | —   | 3–1 | 4–1 |
| Werder Bremen            | 1–2 | 2–1 | 1–2 | 1–2 | 0–1 | 2–0 | 1–2 | 1–3 | 2–1 | 2–0 | 3–5 | 2–1 | 1–1 | 1–2 | 3–0 | 3–0 | —   | 2–1 |
| Wolfsburg                | 1–2 | 1–2 | 0–6 | 1–5 | 1–1 | 1–0 | 1–0 | 0–1 | 1–0 | 2–3 | 2–1 | 3–0 | 0–0 | 0–0 | 0–1 | 0–1 | 1–2 | —   |

| Vitória do mandante; Vitória do visitante; Empate. | Em negrito os jogos "clássicos". |

## Estatísticas
| Pos. | Jogador                   | Equipe                   | Gols |
| ---- | ------------------------- | ------------------------ | ---- |
| 1    | Pierre-Emerick Aubameyang | Borussia Dortmund        | 31   |
| 2    | Robert Lewandowski        | Bayern de Munique        | 30   |
| 3    | Anthony Modeste           | Köln                     | 25   |
| 4    | Timo Werner               | RB Leipzig               | 21   |
| 5    | Mario Gómez               | Wolfsburg                | 16   |
| 6    | Andrej Kramarić           | Hoffenheim               | 15   |
| 7    | Max Kruse                 | Werder Bremen            | 14   |
| 8    | Arjen Robben              | Bayern de Munique        | 14   |
| 9    | Vedad Ibišević            | Hertha Berlim            | 12   |
| 11   | Sandro Wagner             | Hoffenheim               | 11   |
| 11   | Lars Stindl               | Borussia Mönchengladbach | 11   |
| 11   | Serge Gnabry              | Werder Bremen            | 11   |
| 11   | Florian Niederlechner     | Freiburg                 | 11   |

| Pos. | Jogador          | Equipe            | Assis. |
| ---- | ---------------- | ----------------- | ------ |
| 1    | Emil Forsberg    | RB Leipzig        | 19     |
| 2    | Thomas Müller    | Bayern de Munique | 12     |
| 2    | Ousmane Dembélé  | Borussia Dortmund | 12     |
| 4    | Franck Ribéry    | Bayern de Munique | 11     |
| 5    | Arjen Robben     | Bayern de Munique | 9      |
| 6    | Andrej Kramarić  | Hoffenheim        | 8      |
| 6    | Kerem Demirbay   | Hoffenheim        | 8      |
| 6    | Vincenzo Grifo   | Freiburg          | 8      |
| 6    | Zlatko Junuzović | Werder Bremen     | 8      |
| 6    | Julian Brandt    | Bayer Leverkusen  | 8      |

### Hat-tricks
Atualizado em 13 de maio de 2017
| Jogador            | Para              | Contra                   | Resultado | Data                    | Ref.   |
| ------------------ | ----------------- | ------------------------ | --------- | ----------------------- | ------ |
| Robert Lewandowski | Bayern de Munique | Werder Bremen            | 6–0       | 26 de agosto de 2016    | [ 6 ]  |
| Joel Pohjanpalo    | Bayer Leverkusen  | Hamburgo                 | 3–1       | 10 de setembro de 2016  | [ 7 ]  |
| Javier Hernández   | Bayer Leverkusen  | Mainz 05                 | 3–2       | 10 de setembro de 2016  | [ 8 ]  |
| Anthony Modeste    | Köln              | Hamburgo                 | 3–0       | 30 de outubro de 2016   | [ 9 ]  |
| Salomon Kalou      | Hertha Berlim     | Borussia Mönchengladbach | 3–0       | 4 de novembro de 2016   | [ 10 ] |
| Danny Latza        | Mainz 05          | Hamburgo                 | 3–1       | 17 de dezembro de 2016  | [ 11 ] |
| Robert Lewandowski | Bayern de Munique | Hamburgo                 | 8–0       | 25 de fevereiro de 2017 | [ 12 ] |
| Anthony Modeste    | Köln              | Hertha Berlim            | 4–2       | 18 de março de 2017     | [ 13 ] |
| Robert Lewandowski | Bayern de Munique | Augsburg                 | 6–0       | 1 de abril de 2017      | [ 14 ] |
| Thomas Delaney     | Werder Bremen     | Freiburg                 | 5–2       | 1 de abril de 2017      | [ 15 ] |
| Mario Gómez        | Wolfsburg         | Bayer Leverkusen         | 3–3       | 2 de abril de 2017      | [ 16 ] |

### Poker-trick
| Jogador                   | Para              | Contra     | Resultado | Data                  | Ref.   |
| ------------------------- | ----------------- | ---------- | --------- | --------------------- | ------ |
| Pierre-Emerick Aubameyang | Borussia Dortmund | Hamburgo   | 5–2       | 5 de novembro de 2016 | [ 17 ] |
| Max Kruse                 | Werder Bremen     | Ingolstadt | 4–2       | 22 de abril de 2017   | [ 18 ] |

## Maiores públicos
Estes são os dez maiores públicos do Campeonato:
| Nº | Público | Mandante          | Placar | Visitante                | Estádio           | Data                   | Rodada | Ref.   |
| -- | ------- | ----------------- | ------ | ------------------------ | ----------------- | ---------------------- | ------ | ------ |
| 1  | 81 360  | Borussia Dortmund | 2–1    | Mainz 05                 | Signal Iduna Park | 27 de agosto de 2016   | 1º     | [ 19 ] |
| 1  | 81 360  | Borussia Dortmund | 6–0    | Darmstadt 98             | Signal Iduna Park | 17 de setembro de 2016 | 3º     | [ 20 ] |
| 1  | 81 360  | Borussia Dortmund | 1–0    | Bayern de Munique        | Signal Iduna Park | 19 de novembro de 2016 | 11º    | [ 21 ] |
| 1  | 81 360  | Borussia Dortmund | 4–1    | Borussia Mönchengladbach | Signal Iduna Park | 3 de dezembro de 2016  | 13º    | [ 22 ] |
| 1  | 81 360  | Borussia Dortmund | 1–1    | Augsburg                 | Signal Iduna Park | 20 de dezembro de 2016 | 16º    | [ 23 ] |
| 1  | 81 360  | Borussia Dortmund | 1–0    | RB Leipzig               | Signal Iduna Park | 4 de fevereiro de 2017 | 19º    | [ 24 ] |
| 1  | 81 360  | Borussia Dortmund | 1–0    | Ingolstadt               | Signal Iduna Park | 17 de março de 2017    | 25º    | [ 25 ] |
| 1  | 81 360  | Borussia Dortmund | 3–0    | Hamburgo                 | Signal Iduna Park | 4 de abril de 2017     | 27º    | [ 26 ] |
| 1  | 81 360  | Borussia Dortmund | 3–1    | Eintracht Frankfurt      | Signal Iduna Park | 15 de abril de 2017    | 29º    | [ 27 ] |
| 1  | 81 360  | Borussia Dortmund | 0–0    | Köln                     | Signal Iduna Park | 29 de abril de 2017    | 31º    | [ 28 ] |
| 1  | 81 360  | Borussia Dortmund | 2–1    | Hoffenheim               | Signal Iduna Park | 6 de maio de 2017      | 32º    | [ 29 ] |